# Marcel Hoc
Marcel Hoc est un numismate belge, né à Jambes le 4 juin 1890, et mort à Bruxelles le 10 décembre 1972.

## Carrière scientifique et académique
Après avoir entamé ses études supérieures aux Facultés Notre-Dame de la Paix à Namur, Marcel Hoc obtient une licence en philologie classique, puis, en 1919, un doctorat en philosophie et lettres à l’Université catholique de Louvain (avec une thèse sur l’humaniste Jean Gaspard Gervaerts, dit Gervatius). Il enseigne ensuite à l’Athénée royal de Verviers, puis devient, en 1923, bibliothécaire au Cabinet des Médailles de la Bibliothèque royale de Belgique. Il y est associé au numismate Victor Tourneur; en 1936, il lui succède au poste de conservateur. Il dirigera le Cabinet des Médailles jusque 1955, cumulant cette charge, pendant les deux dernières années, avec celle de conservateur en chef de la Bibliothèque royale. 
Parallèlement, il commence à publier, dès le début des années 1920, des articles dans le domaine de la numismatique, et occupe bientôt des fonctions dans l’enseignement supérieur. En 1925, il est nommé professeur d'économie politique et d'histoire des doctrines économiques à l'Institut supérieur de Commerce de Bruxelles. Trois ans plus tard, il crée la première chaire universitaire de numismatique en Belgique, à l’université de Louvain ; il en sera le titulaire jusque 1960. Plus tard encore, il dispensera (de 1946 à 1970) un cours sur l’histoire de la monnaie, de la médaille et de la glyptique à l’Institut supérieur d’histoire de l’art et d’archéologie de Bruxelles, succédant en cela à Frédéric Alvin.
Il a, en outre, été un membre éminent de la Société royale de numismatique de Belgique, comme secrétaire d’abord, de 1927 à 1949, puis comme président de 1949 à 1955 et à nouveau de 1967 à 1970. L’Académie royale de Belgique l’a accueilli comme membre titulaire en 1935. Plusieurs autres sociétés l’ont élu membre honoraire : la Société française de numismatique, l’American Numismatic Society, la Société de numismatique du Nord de la France, le Circulo filatélico y numismatico de Barcelone, et la Commission internationale de numismatique. 

## Apport à la numismatique
Marcel Hoc a publié plus de trois cents articles dans les domaines de la numismatique et de l’histoire de l’humanisme. Son domaine de prédilection a été la période du XVIe au XVIIIe siècle, mais il s’est aussi intéressé aux monnaies gauloises, romaines et du Moyen Âge. Son ouvrage le plus connu, paru à la fin de sa vie, est consacré à l’histoire monétaire de la ville de Tournai. 
Il a par ailleurs été à l’origine d’une tradition d’étude de la numismatique à l’UCLouvain et à la KULeuven. En 1984, à la suite d'un legs de sa sœur Marguerite Hoc, L’UCLouvain a créé en sa mémoire le Séminaire de numismatique Marcel Hoc, soutenu par une association sans but lucratif, l’Association Marcel Hoc pour l’encouragement de la recherche en numismatique. Cet organisme a financé la publication d’une vingtaine de volumes dans le domaine de la numismatique.

## Principaux ouvrages
- Le déclin de l’humanisme belge. Etude sur Jean-Gaspard Gevaerts. Bruxelles, 1922.

- Les monnaies des Pays-Bas bourguignons et espagnols, 1434-1713. Répertoire général. Amsterdam, 1960 (avec H.E. Van Gelder)

- Histoire monétaire de Tournai. Bruxelles, 1970.

## Principales distinctions honorifiques
- grand officier de l'ordre de Léopold II;
- commandeur de l'ordre de la couronne de chêne.